# Blender
Blender, também conhecido como blender3d, é um programa de computador de código aberto, desenvolvido pela Blender Foundation, para modelagem e escultura digital, pintura digital, mapeamento de textura e mapeamento UV, rigging, animação, simulação de fluidos e fumaça, renderização, composição, rastreio de movimentos, e edição de vídeo.
Inclui suporte a Python como linguagem de script. Está disponível em 36 idiomas, incluindo o português brasileiro, sob a licença GNU GPL, versão 2 ou posterior. O Blender possui ainda partes licenciadas sob a Python Software Foundation License, licença zlib, licença MIT e licença BSD.
Blender tem visto sucesso no meio profissional, sendo usado por grandes estúdios. O software está alinhado à iniciativa VFX Reference Platform, e possui versões de suporte de longo prazo.

## História

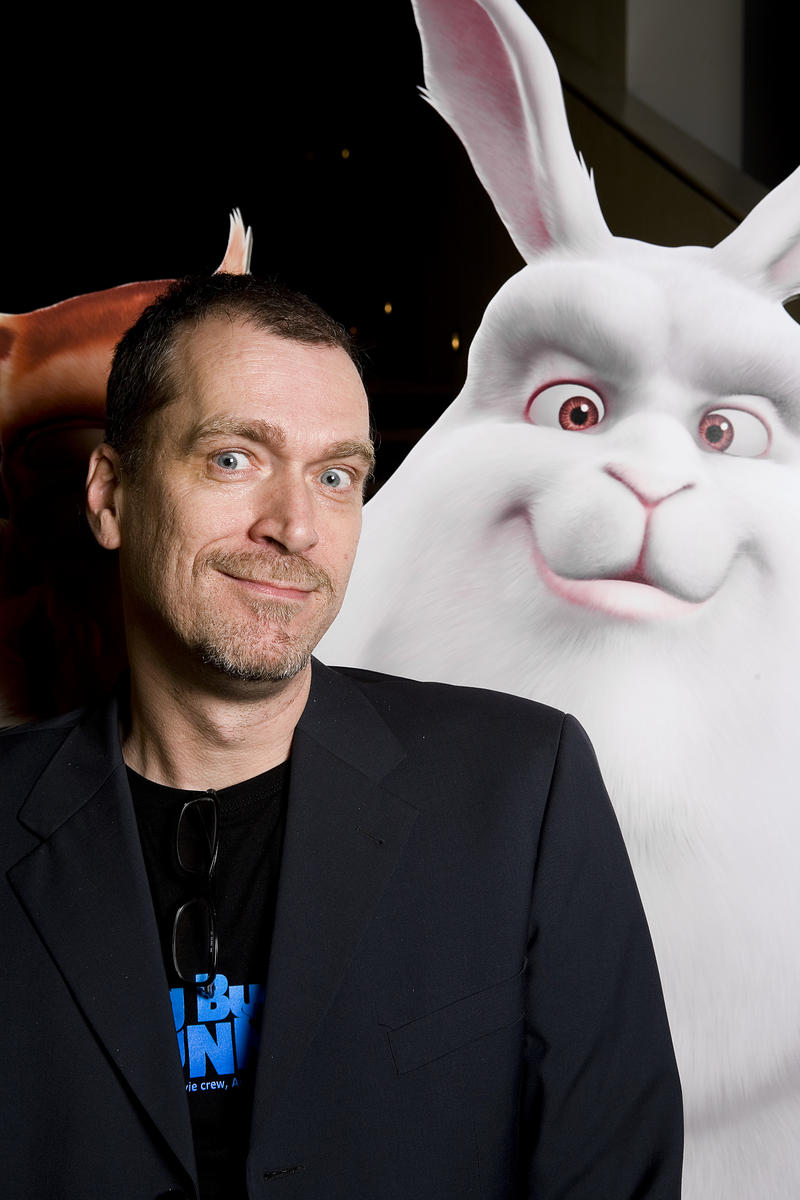
Ton Roosendaal, produtor do curta-metragem Big Buck Bunny e presidente da Blender Foundation

Originalmente, o Blender foi desenvolvido como uma aplicação in-house pelo estúdio holandês de animação NeoGeo Studio, co-fundado por Ton Roosendaal em 1988. Em 1998, Ton Roosendaal fundou uma nova companhia chamada Not a Number (NaN) para desenvolver e distribuir o programa, fornecendo produtos e serviços comerciais relacionados ao Blender. Em 2002, a NaN faliu devido a pouca quantidade de vendas e a problemas financeiros. No mesmo ano, Ton fundou a Blender Foundation e em julho desse ano, iniciou-se uma campanha chamada “Free Blender”, para arrecadar 100 000 € para os investidores do Blender concordarem em liberar o programa como código aberto. A campanha arrecadou os 100 000 € em apenas sete semanas. Em 13 de outubro de 2002, o Blender foi lançado sob a GNU General Public License (GPL).
Atualmente, o Blender é desenvolvido pela Blender Foundation, sendo suportado por doações da comunidade, e vendas de materiais relativos ao Blender, no e-Shop. O Blender foi escrito inicialmente em C, e atualmente está escrito em C, C++ e, algumas partes, principalmente scripts embutidos, em Python.
Em julho de 2009, Ton recebeu um Doutorado Honorário em Tecnologia pela Universidade Metropolitana de Leeds, por sua contribuição a tecnologia criativa. O Blender já recebeu reconhecimento da mídia, incluindo revistas, sites e universidades.
Em julho de 2019, com o lançamento da versão 2.80, o motor de jogo (Blender Game Engine) foi removido, e os desenvolvedores recomendam que se use alternativas como Godot. O renderizador antigo foi substituído pelo EEVEE.
Em junho de 2020 foi lançada a versão 2.83 LTS, a primeira com suporte de longo prazo, com correções críticas durante 2 anos.

### Blender Institute
A Blender Foundation inaugurou sua subsidiária em 2007, o Blender Institute, com escritório e estúdio independentes. Nele foram criadas as animações Big Buck Bunny e Sintel, e o jogo Yo Frankie!; todos os trabalhos gráficos futuros serão criados nele.

### Mapa de versões
Segue abaixo, um mapa de versões importantes:
- Versão 1.00 - Esta foi a primeira versão do Blender, e estava disponível apenas para o sistema operacional IRIX
- Versão 2.04 - Esta foi a última versão para sistemas operacionais para iPAQ
- Versão 2.11 - Esta foi a última versão para o sistema operacional BeOS
- Versão 2.25 - Esta foi a última versão comercial/proprietária, conhecida como Blender Publisher
- Versão 2.33 - Esta foi a última versão para o sistema operacional Darwin
- Versão 2.37a - Esta tinha sido a última versão para o sistema operacional IRIX, até ser lançada novamente
- Versão 2.43 - Esta foi a primeira versão do Blender com suporte a modelagem Sculpt, semelhante ao ZBrush
- Versão 2.44 - Lançada em 13 de maio de 2007, foi a primeira versão do Blender com suporte a 64 bits. Foi também a primeira versão com suporte a SSS (Subsurface Scattering)
- Versão 2.45 - Lançada em 21 de setembro de 2007, retornou o desenvolvimento de versões para o sistema IRIX
- Versão 2.50 - Lançada em 25 de novembro de 2009, trouxe uma interface de usuário redesenhada
- Versão 2.63 - Lançada em 27 de abril de 2012, trouxe um novo sistema de geometria, suportando polígonos com mais de 4 vértices[18]
- Versão 2.80 - Lançada em 30 de julho de 2019, trouxe o EEVEE, um renderizador em tempo real baseado em física, como alternativa ao Cycles. O motor de jogo e o renderizador antigo foram removidos[14]
- Versão 2.83 LTS - Lançada em 3 de junho de 2020, trouxe o suporte de longo prazo, com correções críticas durante 2 anos[15][9]
- Versão 2.93 LTS - Lançada em 2 de junho de 2021, foi a segunda versão de suporte de longo prazo. O suporte ao Windows 7 foi encerrado[19]
- Versão 3.3 LTS - Lançada em 7 de setembro de 2022, foi a terceira versão de suporte de longo prazo. Trouxe um novo sistema de cabelo, e suporte a AMD Vega e oneAPI[20]
- Versão 3.6 LTS - Lançada em 27 de junho de 2023, foi a quarta versão de suporte de longo prazo[21]
- Versão 4.2 LTS - Lançada em 16 de julho de 2024, foi a quinta versão de suporte de longo prazo[22]
- Versão 4.5 LTS - Lançada em 15 de julho de 2025, foi a sexta versão de suporte de longo prazo[23]

## Modelagem

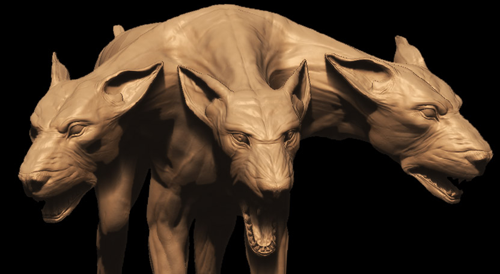
Cérbero, o cão de três cabeças de Hades, criado usando a ferramenta Sculpt no Blender 2.43, por Giuseppe Canino (“RenderDemon”)

O Blender pode ser utilizado em qualquer área que seja necessária a geração de modelos tridimensionais, geração de imagens renderizadas e animação, como aplicações em arquitetura, design industrial, engenharia, animação, e produção de vídeo. Esta característica pode ser ampliada e agilizada com o uso de scripts em Python. Como modelador, foi recomendado pela Peugeot, para ser usado em seus concursos de design de carros, o Peugeot Design Contest.
O Blender possui também uma ferramenta chamada Sculpt, que possibilita trabalhar com modelos como se estivesse os esculpindo, de forma semelhante ao modelador ZBrush.

## Scripts
O Blender utiliza o Python para a criação de scripts para automatizar e ampliar o poder do Blender. Desses scripts, pode-se citar (estes scripts não são incluídos no pacote padrão):
| Nome             | Última versão                    | Descrição |
| ---------------- | -------------------------------- | --- |
| blender2ogre     | 0.9.1 (7 de março de 2025)       | Importa e exporta malhas e esqueletos do OGRE (.scene, .mesh, .xml).                                                                           |
| NeverBlender     | 2.7.234 (15 de dezembro de 2018) | Importa e exporta objetos da ferramenta Aurora Toolset, do jogo Neverwinter Nights, possibilitando criar conteúdos personalizados para o jogo. |
| extract_blend.py | 2.3.4 (11 de maio de 2022)       | Extrai um arquivo .blend de dentro de um executável do Windows.                                                                                |
| Import KMZ/KML   | 0.1.9k (11 de setembro de 2007)  | Importa arquivos do Google Earth 3 (.kml, .kmz).                                                                                               |
| Blending KML     | 0.16 (12 de junho de 2004)       | Exporta arquivos para o formato do Google Earth (.kml).                                                                                        |

## Formatos suportados
O Blender consegue ler e escrever muitos formatos de arquivos, sendo eles renderizáveis, ou modelos tridimensionais. O formato padrão do Blender é o Blender .blend File (.blend).

### Formatos bidimensionais

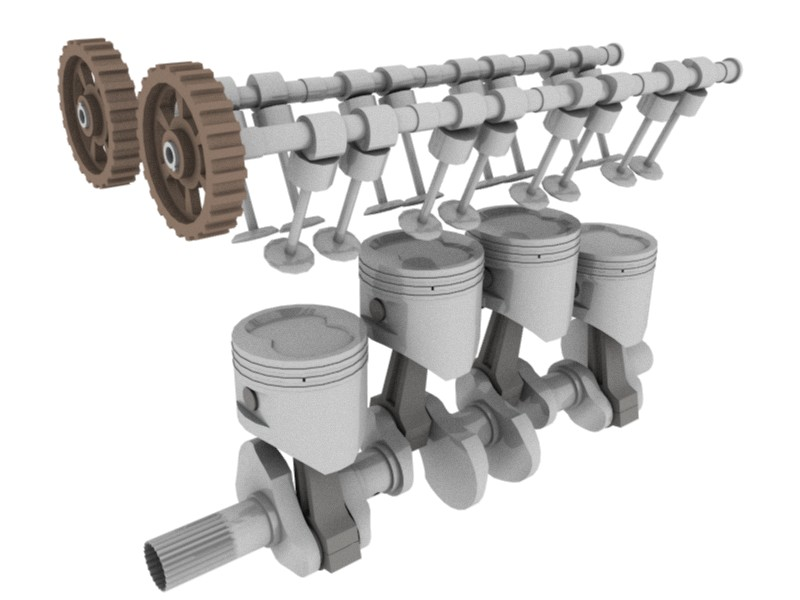
Modelo de um motor de combustão interna, modelado no Blender e renderizado no YafaRay, por Eric Piercing (“Wapcaplet”)

Os seguintes formatos renderizáveis (2D e 3D) são suportados:
Imagens
- Windows Bitmap (.bmp)
- DirectDraw Surface (.dds)
- Iris (.rgb)
- Portable Network Graphics (.png)
- JPEG (.jpg)
- JPEG 2000 (.jp2)
- Truevision TGA (.tga)
- Cineon (.cin)
- DPX (.dpx)
- MultiLayer e OpenEXR (.exr)
- HDRI (.hdr)
- Tagged Image File Format (.tiff)

Vídeos
- Audio Video Interleave (.avi)
- H.264 (.mp4)
- MPEG-1 (.mpg)
- MPEG-2 (.dvd)
- MPEG-4 (.mp4)
- Theora (.ogg, .ogv)
- XviD (.mpg)

É possível ainda, criar imagens animadas, como GIFs animados, utilizando o Blender em conjunto com o GIMP. Modela-se e renderiza-se os quadros da animação, e em seguida as junta em sequência, usando o GIMP, e as salva como um único arquivo. Imagens para qual o Blender não dá suporte, podem ser conseguidas usando o mesmo método.

### Formatos tridimensionais

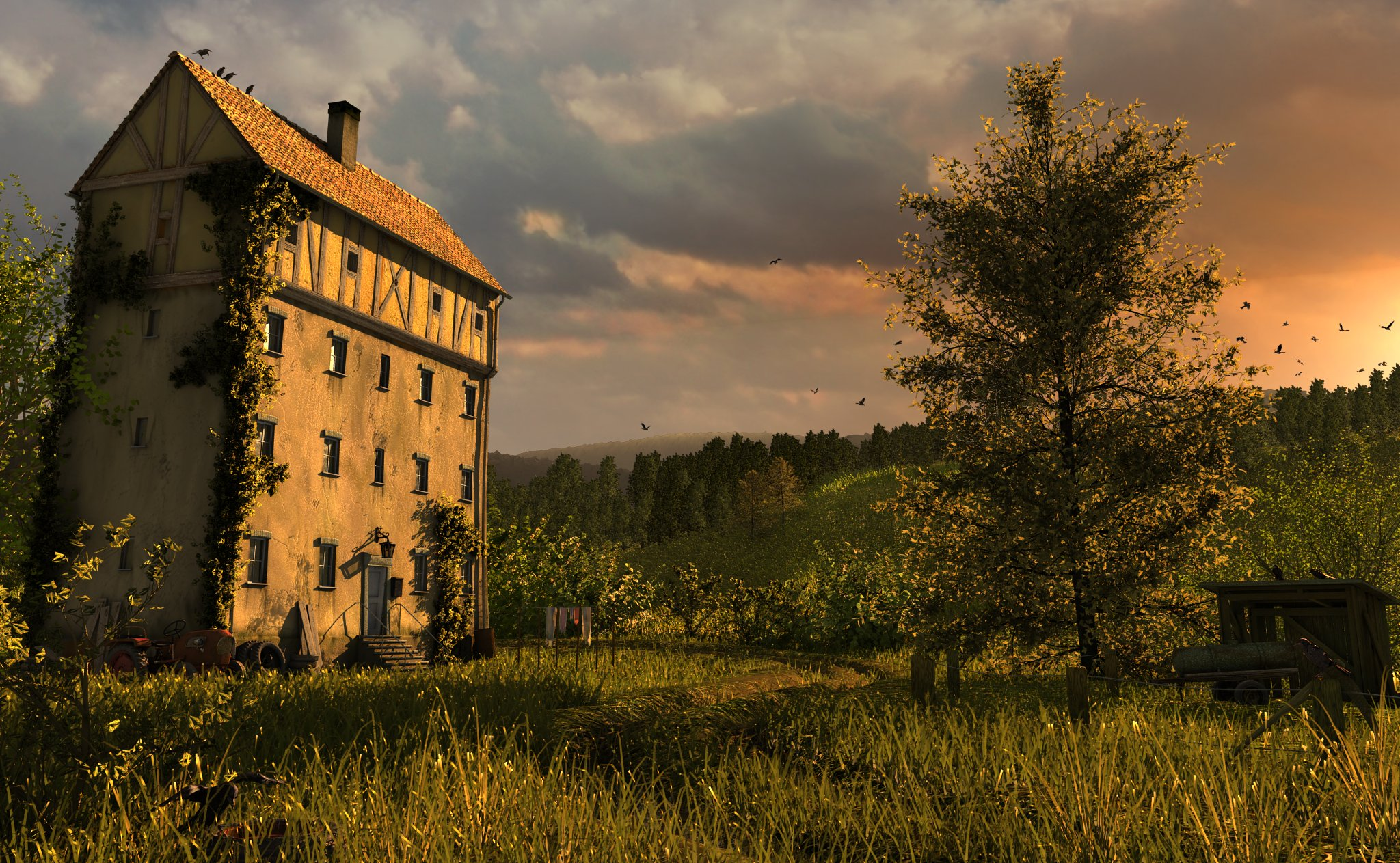
Imagem produzida (modelada e renderizada) no Blender, por Michael Otto (“Mayqel”)

O Blender, por ser um modelador 3D, suporta formatos de modelos tridimensionais, tanto para importação (abre modelos para edição), quanto para exportação (salva modelos para serem abertos por outros modeladores). Através de scripts, é possível exportar para/importar de outros formatos que ainda não são suportados oficialmente. Além do formato padrão, os seguintes formatos de modelos tridimensionais também são suportados:
- 3ds Max file (.3ds)
- AC3D (.ac)
- Alembic (.abc)
- Autodesk Drawing eXchange Format (.dxf)
- Autodesk FBX (.fbx)[nota 1]
- Autodesk Softimage (.xsi)[nota 1]
- Cal3D (.cfg, .xaf, .xmf, .xrf, .xsf)
- COLLADA 1.3.1 e 1.4 (.dae)
- DEC Object File Format (.off)
- DirectX (.x)
- glTF (.gltf, .glb)
- LightWave (.lwo)
- LightWave Motion (.mot)[nota 1]
- Mobile 3D Graphics API (.m3g, .java)[nota 1]
- MD2 (.md2)
- MDD (.mdd)
- MilkShape 3D (.ms3d, .txt)[nota 2]
- Motion Capture (.bvh)[nota 2]
- OpenFlight (.flt)
- OpenInventor (.iv)[nota 1]
- Paths (de 2D para 3D, em forma de linha) (.svg, .ps, .eps, .ai, .gimp)[nota 2]
- Pro Engineer (.slp)[nota 2]
- Quake 3 (.map)
- Radiosity (.radio)
- Raw Image File (.raw)
- Stanford PLY (.ply)
- STL (.stl)
- TrueSpace (.cob)
- Universal Scene Description (.usd, .usdz)
- VideoScape (.stl)
- VRML 1.0 e VRML97 (ou VRML 2.0) (.wrl)
- Wavefront OBJ (.obj)
- X3D Extensible 3D (.x3d)
- xfig export (.fig)[nota 1]

Notas
1. 1 2 3 4 5 6  Não pode importar.
2. 1 2 3 4  Não pode exportar.

## Referências técnicas

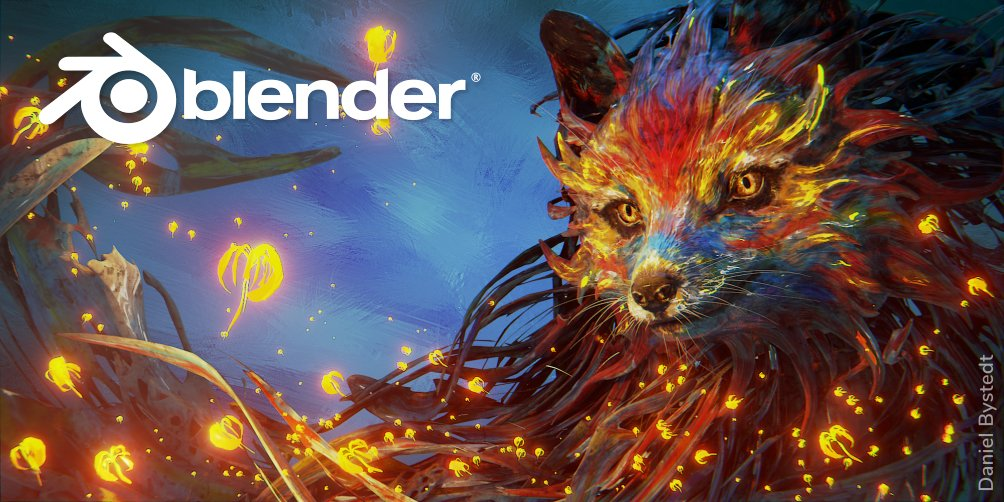
Tela de abertura da versão 2.90

### Elephants Dream / Orange Project

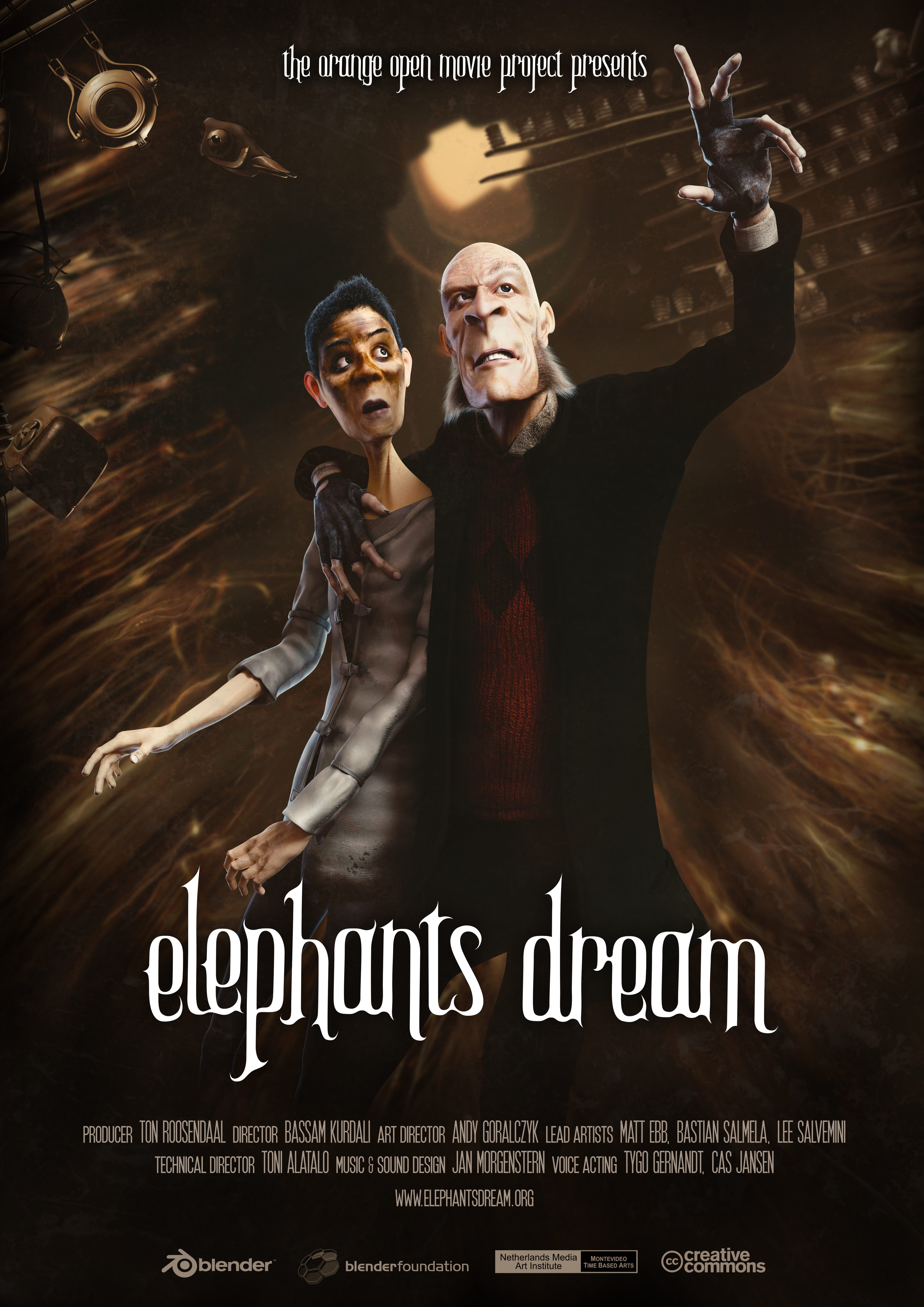
Pôster da animação Elephants Dream

### Big Buck Bunny / Projeto Peach

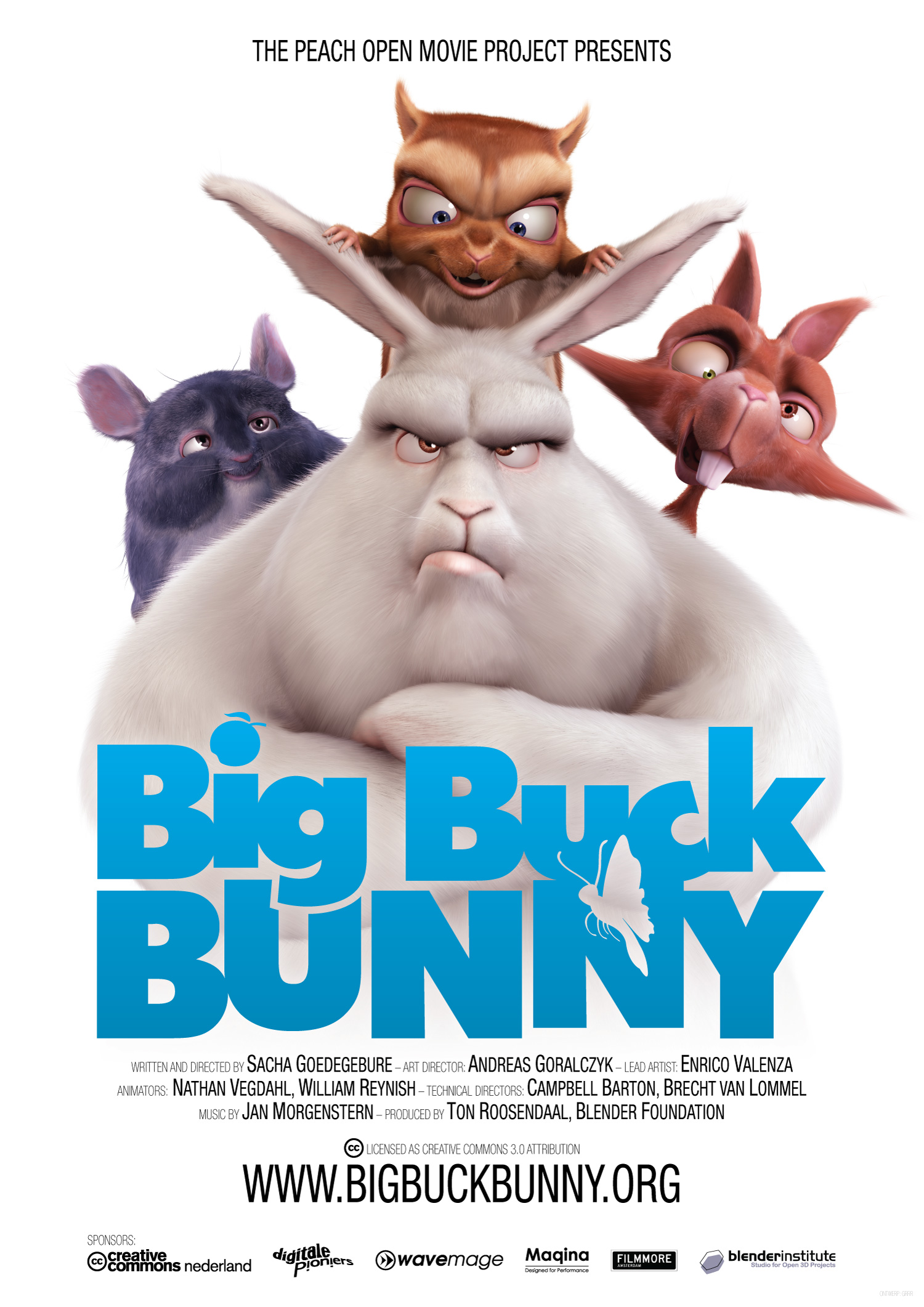
Pôster da animação Big Buck Bunny

### Sintel / Projeto Durian

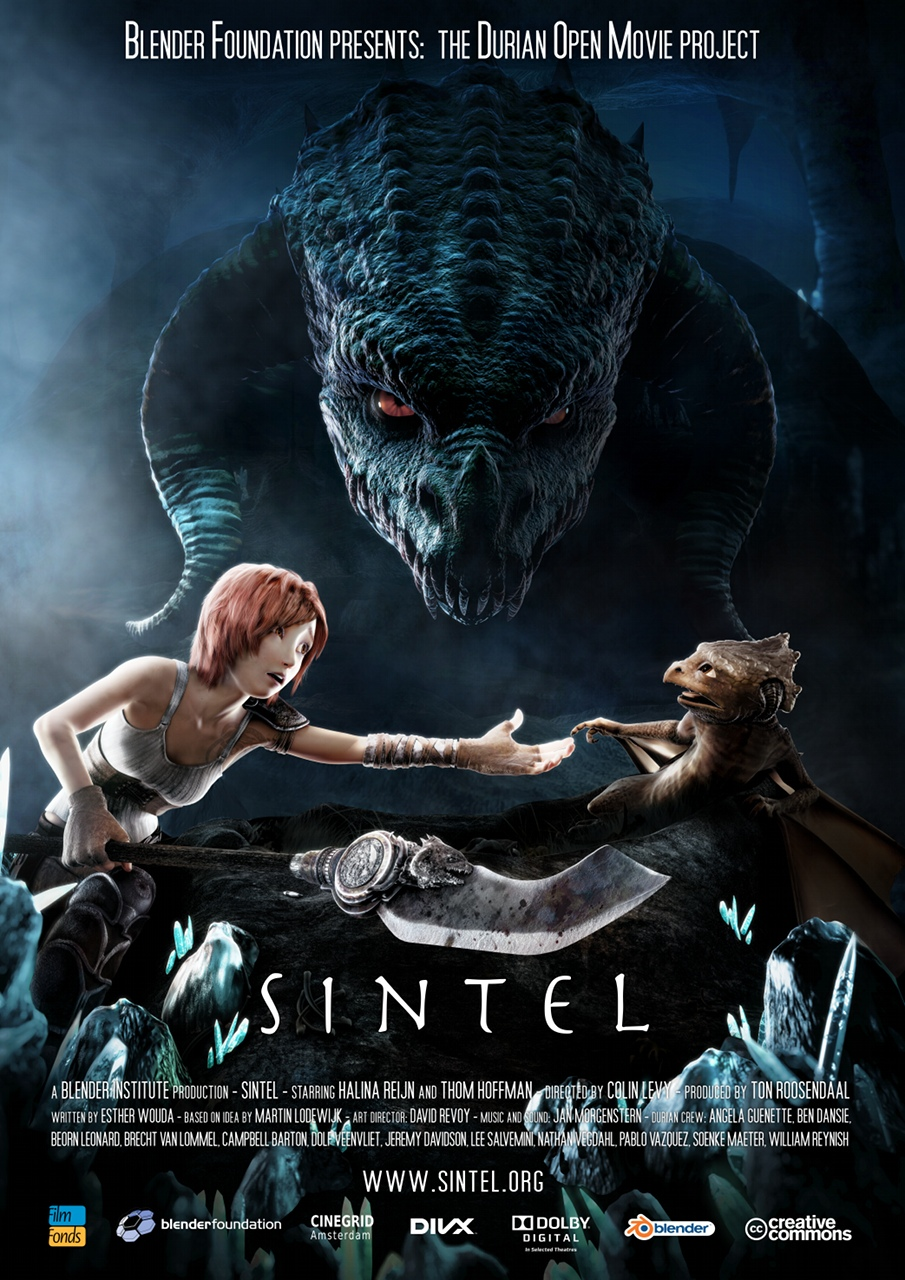
Pôster da animação Sintel

### Next Gen

Pôster da animação Straume